# Трибериллийниобий
Трибериллийниобий — бинарное неорганическое соединение
ниобия и бериллия
с формулой NbBe3,
кристаллы.

## Получение
- Спекание стехиометрических количеств чистых веществ:

{\displaystyle {\mathsf {Nb+3Be\ {\xrightarrow {1350-1500^{o}C}}\ NbBe_{3}}}}

## Физические свойства
Трибериллийниобий образует парамагнитные кристаллы
тригональной сингонии,
пространственная группа R 3m,
параметры ячейки a = 0,7495 нм, α = 35,43°, Z = 3
(в гексагональной установке a = 0,4561 нм, c = 2,105 нм, Z = 9)
.
Соединение конгруэнтно плавится при температуре >1650°C .
Есть указание, что данная фаза является метастабильной.
При температуре <1,15 К переходит в сверхпроводящее состояние .